# (149) Méduse
Pour les articles homonymes, voir Méduse.
(149) Méduse est un astéroïde de la ceinture principale découvert par Henri Perrotin le 21 septembre 1875. Son nom provient de l'une des trois Gorgones de la mythologie grecque.
Quand on l'a découvert, Medusa était de loin le plus petit astéroïde repéré. C'était aussi le plus proche du Soleil, record longtemps tenu par (8) Flore. Il l'est resté jusqu'à ce que (433) Éros et (434) Hungaria aient été trouvés en 1898.
Il possède une période de rotation de 26 heures.
Un restaurant de la Cité de l'espace à Toulouse se nomme "Le 149 café" en référence à (149) Méduse.[réf. nécessaire]

## Compléments